# 華盛頓公園 (亞利桑那州)
華盛頓公園（英語：Washington Park）是位於美國亞利桑那州希拉縣的一個人口普查指定地區。根據2010年美國人口普查，該地共人口500人，而該地的面積約為6.79平方千米。

## 地理
華盛頓公園的座標為34°24′26″N 111°16′02″W / 34.40722°N 111.26722°W，而該地最高點為海拔高度1707米（即5600英尺）。